# René Binet (militant)
Pour les articles homonymes, voir René Binet et Binet.
René Binet, né le 16 octobre 1913 à Darnétal, mort lors d'un accident de voiture le 16 octobre 1957 à Pontoise, est un militant politique français, passé du trotskisme au fascisme et au nazisme.

## Biographie

### Jeunesse
Dans les années 1930, René Binet commence à militer aux Jeunesses communistes du Havre. Exclu en 1935, il s'oriente vers la IVe Internationale : il rejoint « La Commune » de Pierre Frank et Raymond Molinier, puis participe à la fondation du Parti communiste internationaliste (PCI) en mars 1936, dont il est élu membre du comité central. Il écrit également dans le journal trotskiste La Vérité, en compagnie de sa femme, Marie Binet. Membre de la CGT, il rejoint le Cercle syndicaliste « Lutte des classes » de Jean Bernier. René Binet animait avec une quinzaine de personnes la revue locale du PCI, Le Prolétaire du Havre. Lorsque le PCI est dissous en 1938 pour se fondre dans le Parti socialiste ouvrier et paysan de Marceau Pivert, Binet choisit de continuer sa revue, qui se rapproche du Parti ouvrier internationaliste.

### Collaboration avec les nazis
En 1939, il est mobilisé pour la guerre. Arrêté par les Allemands en 1940, il devient « travailleur libre », rompt avec le trotskisme pour le fascisme, puis s'engage dans la division SS Charlemagne. 

### Après guerre
Après la guerre, en 1946, il reprend Le Combattant européen de Marc Augier, crée le Parti républicain d'unité populaire (PRUP), regroupant quelques centaines de personnes, pour la plupart d'anciens trotskistes ou militants du PCF, pour fusionner en 1947 avec les Forces françaises révolutionnaires et devenir en 1948 le Mouvement socialiste d'unité française, interdit par le gouvernement en 1949. D'après François Duprat, Binet professait un « racisme absolu et un très net antisémitisme », créant « le premier parti et le premier journal reflétant fidèlement la totalité des options de l'aile extrémiste de l'Opposition nationale. » Il rejoint alors Jeune Nation des frères François et Pierre Sidos. Il anime parallèlement Le Nouveau Prométhée. En mai 1951, René Binet participe notamment avec Maurice Bardèche et d'autres fascistes européens réunis à Malmö à la création du Mouvement social européen (MSE). En septembre, il fonde à Zurich avec Gaston-Armand Amaudruz un mouvement plus radical, le Nouvel ordre européen (NOE), expressément raciste, pan-européen, et prônant la décolonisation.
Le thème du Grand Remplacement apparaît sous sa plume dès les années 1946-48. Antisémite acharné, il y accuse les juifs de vouloir détruire l'Europe par l'immigration de peuples non européens, thématique reprise par Renaud Camus.
Trotskiste passé au nazisme puis au néofascisme, René Binet, par delà ses entraînements dans les commandos para-militaires Saint-Ex, exècre dans le même élan le libéralisme américain, selon lui « enjuivé », et la « barbarie bolchévique ».
Il dirigeait avec sa femme une maison d'édition parisienne, le « Comptoir national du Livre », et une entreprise immobilière, « Baticoop ». Il meurt d'un accident de voiture le 16 octobre 1957, jour de son 44e anniversaire. Il est enterré au cimetière de Pontoise.

## Ouvrages
- René Binet, militant, Théorie du racisme : XVIIIe – XXe siècle : 1789-1950, Paris, l'auteur, 108, rue Ordener (Impr. Saint-Denis), 1950. (BNF 31818200)
- (collectif) L'Évolution, l'homme, la race, Paris, Comptoir national du livre, 1952
- Socialisme national contre marxisme, Paris, Comptoir national du livre, 1953 ; rééd. Montréal-Lausanne, Éditions Celtiques, 1978 (préface de Gaston-Armand Amaudruz)
- Contribution à une éthique raciste, Montréal-Lausanne, Éditions Celtiques, 1975 (préface de Gaston-Armand Amaudruz)

## Sources
- Notice biographique dans le tome 2 du Dictionnaire de la politique française d'Henry Coston, 1972
- Dictionnaire biographique du mouvement ouvrier français, tome 19, 1983
- L'Extrême-droite en France par Ariane Chebel d'Appollonia, Éditions Complexe, 1987
- Fascisme français, passé et présent, par Pierre Milza, Flammarion, 2000
- Lebourg, Nicolas. Les Nazis ont ils survécu ?, Editions du Seuil, 2019